# Мирабо (Воклюз)
Мирабо́ (фр. Mirabeau) — коммуна во французском департаменте Воклюз региона Прованс — Альпы — Лазурный Берег. Относится к кантону Пертюи.	

## Географическое положение
Мирабо расположен в 75 км к юго-востоку от Авиньона. Соседние коммуны: Бомон-де-Пертюи на северо-востоке, Сен-Поль-ле-Дюранс на юго-востоке, Ла-Бастидонн и Ла-Тур-д’Эг на западе.

## Демография
Население коммуны на 2010 год составляло 1184 человека.
| 1962 | 1968 | 1975 | 1982 | 1990 | 1999 | 2010 |
| ---- | ---- | ---- | ---- | ---- | ---- | ---- |
| 287  | 277  | 410  | 458  | 770  | 907  | 1184 |

## Достопримечательности
- Замок Мирабо, конец XVI века.
- Церковь Сен-Пьер, появилась с появлением деревни в XII веке.
- Мост Мирабо через Дюранс.